# Akkulturation
Akkulturation er betegnelsen for de gensidige kulturelle ændringer, der finder sted ved kontakt mellem grupper med forskellig kulturel baggrund.
Hvis to grupper er ligestillede, kan de påvirke hinanden gensidigt, og omvendt kan den mest dominerende gruppe bevirke, at akkulturationen er ensidig, og dette kan i sidste ende føre til kulturel assimilation, hvorved de kulturelle forskelle udjævnes.